# Dan Kandell
Dan Gösta Kandell, född 13 september 1961 i Stockholm, är en svensk skådespelare, regissör, dramatiker och författare.

## Biografi
Kandell är utbildad på Teaterhögskolan i Malmö. Efter avslutade studier 1989 har han varit verksam som skådespelare och regissör på ett antal teatrar, bland annat Helsingborgs Stadsteater, Malmö Stadsteater, Borås Stadsteater, Teaterhuset Bastionen och Folkteatern i Malmö. Som skådespelare har Kandell tilldelats Frithiof Billquists stipendium.
Han har även regisserat och skrivit ett flertal verk.. Inte sällan behandlar han existentiella och samhällskritiska ämnen ur nya perspektiv. Pjäsen Via Dolorosa nominerades av nöjesguiden till priset "Bäst på Scen i Malmö 2014" (Teater Insite).
Som regissör har Dan Kandell gjort ett flertal uppsättningar på både fria grupper och institutionsteatrar.:

## Egen dramatik
- Hursom Herr Ebon Nilsson tappade hakan (1994)
- Everything Goes (2008)
- Via Dolorosa (2014)
- Big Bang-Bang!  (2013)
- Den ofrivillga Mecenaten (musikalisk fars för barn och vuxna) 2014
- Don Carlos, Narren, Dåren och Den Fanatiske Monarken, samt folket som följde honom (2015)
- Ett Odjur Till Hembiträde (2015)
- Äpplet (2015)
- Y Viva Espana (2016)
- Monsterfiskar (för barn) 2017
- Revy- och cabarettexter (ca 100 stycken)

## Romaner
- Via Dolorosa - smärtans väg, en surrealistisk, samhällsgranskande deckare.(Visto Förlag, Längmanska Kulturstiftelsen 2018)

## Filmografi
- 1994 – Mod Fuck Explosion
- 1997 – Svenska hjältar
- 1999 – Offer och gärningsmän (TV-serie)
- 2001 – Villospår
- 2009 – Wallander – Hämnden

## Teater

### Roller (ej komplett)
| År   | Roll                    | Produktion | Regi              | Teater                   |
| ---- | ----------------------- | --- | ----------------- | ------------------------ |
| 1987 | Elev                    | Drottningens juvelsmycke Carl Jonas Love Almqvist                                                                        | Peter Oskarson    | Dramaten                 |
| 1990 |                         | Ett dårhus i Goa (A Madhouse in Goa) Martin Sherman                                                                      | Göran Stangertz   | Malmö stadsteater        |
| 1991 |                         | Mars eller Kärlekens spioner Barbro Smeds                                                                                | Katariina Lahti   | Malmö Stadsteater        |
| 1994 | Bo-Vilhelm/Mio          | Mio min Mio Astrid Lindgren                                                                                              | Eva Molin         | Helsingborgs stadsteater |
| 1995 | Toffolo                 | Gruffet i Chiozza (Le baruffe chiozzotte) Carlo Goldoni                                                                  | Jörgen Düberg     | Helsingborgs stadsteater |
| 1995 | Eddie                   | En fröjdefull jul (Season's Greetings) Alan Ayckbourn                                                                    | Marianne Rolf     | Helsingborgs stadsteater |
| 1996 | Molina                  | Spindelkvinnans kyss (Kiss of the Spider Woman) John Kander, Fred Ebb och Terrence McNally                               | Ronny Danielsson  | Helsingborgs stadsteater |
| 1997 | Morgan Cervieng         | En uppstoppad hund Staffan Göthe                                                                                         | Margita Ahlin     | Helsingborgs stadsteater |
| 1997 |                         | Elddonet (Fyrtøjet) H.C. Andersen                                                                                        | Göran Stangertz   | Helsingborgs stadsteater |
| 1998 | Billy                   | Krymplingen på Inishmaan (The Cripple of Inishmaan) Martin McDonagh                                                      | Thomas Müller     | Helsingborgs stadsteater |
| 1998 | Medverkande             | Klubb Yoghurt: en levande bakteriekultur                                                                                 | Ensemblen         | Helsingborgs stadsteater |
| 1999 | Johansson m fl          | Rika barn leka bäst Carin Mannheimer                                                                                     | Birgitta Palme    | Helsingborgs stadsteater |
| 1999 | Per Strand              | Sluka mej! (Eating Raoul) Jed Feuer, Boyd Graham, Paul Bartel och Richard Blackburn                                      | Göran Parkrud     | Helsingborgs stadsteater |
| 2000 | Ross                    | Macbeth William Shakespeare                                                                                              | Ulla Gottlieb(da) | Helsingborgs stadsteater |
| 2000 | Svalan                  | Den samvetslöse mördaren Hasse Karlsson... Henning Mankell                                                               | Jan Nielsen       | Helsingborgs stadsteater |
| 2001 | Wolfgang Amadeus Mozart | Amadeus Peter Shaffer | Göran Stangertz   | Helsingborgs stadsteater |
| 2001 | Hilbert                 | Snart kommer tiden Line Knutzon                                                                                          | Natalie Ringler   | Helsingborgs stadsteater |
| 2001 | Billy Bibbit            | Gökboet (One Flew Over the Cuckoo's Nest) Dale Wasserman                                                                 | Göran Stangertz   | Helsingborgs stadsteater |
| 2002 | Ragge                   | Regnbågens rot Inger Alfvén                                                                                              | Margita Ahlin     | Helsingborgs stadsteater |
| 2002 | Herr Buckham            | En julsaga (A Christmas Carol in Prose) Charles Dickens                                                                  | Fransesca Quartey | Helsingborgs stadsteater |
| 2003 | Jan-Olof                | Himmavid (Masjävlar) Maria Blom                                                                                          | Jan Nielsen       | Helsingborgs stadsteater |
| 2003 | Happy                   | En handelsresandes död (Death of a Salesman) Arthur Miller                                                               | Göran Stangertz   | Helsingborgs stadsteater |
| 2003 |                         | Bröderna Lejonhjärta Astrid Lindgren                                                                                     | Fransesca Quartey | Helsingborgs stadsteater |
| 2004 | Medverkande             | Land du välsignade Kent Andersson och Anders Wällhed                                                                     | Anders Wällhed    | Helsingborgs stadsteater |
| 2004 | Andrej Prozorov         | 3 systrar (Три сeстры, Tri sestry) Anton Tjechov                                                                         | Christian Tomner  | Helsingborgs stadsteater |
| 2005 | Rudi                    | Bent Martin Sherman | Solbjørg Højfeldt | Helsingborgs stadsteater |
| 2005 | Kalle, jordpojken       | Jordpojken Gunilla Boëthius                                                                                              | Fransesca Quartey | Helsingborgs stadsteater |
| 2006 | Herr Schultz            | Cabaret John Kander, Fred Ebb och Joe Masteroff                                                                          | Christian Tomner  | Helsingborgs stadsteater |
| 2007 | Olivier                 | Tre farbröder som inte vill dö (Van drie oude mannetjes die niet dood wilden) Susanne van Lohuizen och Guus Ponsioen(de) | Göran Stangertz   | Helsingborgs stadsteater |
| 2008 | Quasimodo               | Ringaren i Notre Dame (Notre-Dame de Paris) Victor Hugo                                                                  | Fransesca Quartey | Helsingborgs stadsteater |
| 2008 | Danny                   | Everything goes - Man kan lika gärna leva! Dorothy Parker och Cole Porter                                                | Dan Kandell       | Helsingborgs stadsteater |
| 2010 | Vanja                   | Onkel Vanja (Дядя Ваня) Anton Tjechov                                                                                    | Anna Novovic      | Helsingborgs stadsteater |
| 2010 | Stora Älgen             | Hit och dit men ganska långt bort Johan Althoff                                                                          | Voula Kereklidou  | Helsingborgs stadsteater |
| 2011 |                         | Sandholm Anna Bro(da) | Moqi Simon Trolin | Helsingborgs stadsteater |
| 2011 | Estragon                | I väntan på Godot (En attendant Godot) Samuel Beckett                                                                    | Rick Cluchey(en)  | Helsingborgs stadsteater |
| 2011 |                         | Tjuvar (Diebe) Dea Loher                                                                                                 | Anna Novovic      | Helsingborgs stadsteater |
| 2011 | Caliban                 | Resan till Melonia Per Åhlin                                                                                             | Sara Cronberg     | Helsingborgs stadsteater |
| 2012 | Niklas Botten           | En midsommarnattsdröm (A Midsummer Night's Dream) William Shakespeare                                                    | Anna Novovic      | Helsingborgs stadsteater |
| 2012 |                         | Den gyllene draken (Der goldene Drache) Roland Schimmelpfennig                                                           | Anna Novovic      | Helsingborgs stadsteater |
| 2012 |                         | Kolla vad jag kan! Minna Krook                                                                                           | Minna Krook       | Helsingborgs stadsteater |
| 2020 | Severin                 | Äppelkriget Hans Alfredson och Tage Danielsson                                                                           | Annika Kofoed     | Helsingborgs stadsteater |

### Regi (ej komplett)
| År   | Produktion                                                  | Upphovsmän                                                               | Teater                         |
| ---- | ----------------------------------------------------------- | ------------------------------------------------------------------------ | ------------------------------ |
| 2006 | Brel: en slags revy i två akter                             | Jacques Brel Sammanställning Olle Ljungberg, Översättning Thomas Kinding | Helsingborgs stadsteater       |
| 2007 | Brel - ett nytt koncept                                     |                                                                          | Helsingborgs stadsteater       |
| 2008 | Everything goes - Man kan lika gärna leva!                  | Dorothy Parker och Cole Porter Sammanställning Dan Kandell               | Helsingborgs stadsteater       |
| 2009 | Snövit och sju miffon                                       | Gunilla Boëthius                                                         | Helsingborgs stadsteater       |
| 2012 | Marknadsafton                                               | Vilhelm Moberg                                                           | Teater Mira                    |
| 2013 | Parias                                                      | Richard Rosengren                                                        | Helsingborgs stadsteater       |
| 2013 | Potatishandlaren                                            | Lars Molin/Cecilia Hjalmarsson                                           | Cecilia Hjalmarsson Produktion |
| 2013 | Snövit och Sju Miffon                                       | Gunilla Boëthius                                                         | Borås Stadsteater              |
| 2013 | Via Dolorosa                                                | Dan Kandell                                                              | Teater Insite                  |
| 2014 | Björnen Медведь, Medved Ett frieri Предложение, Predloženie | Anton Tjechov                                                            | Teater Mira                    |
| 2015 | Ett odjur till hemibträde                                   | Dan Kandell                                                              | Cecilia Hjalmarsson Produktion |
| 2016 | Y Viva Espana                                               |                                                                          |                                |
| 2017 | Kung Ubu Ubu-roi                                            | Alfred Jarry                                                             | Sommarteater på Krapperup      |